# Liste der Könige von Korinth
In folgender Liste sind die Könige der griechischen Stadt Korinth aus antiker Zeit aufgeführt.

## Heliaden
| Name            | Herrschaft         | Sohn von                                                            |
| --------------- | ------------------ | ------------------------------------------------------------------- |
| Aietes          | 15. Jahrh. v. Chr. | Helios und Perse                                                    |
| Bounos          | 15. Jahrh. v. Chr. | Hermes und Alkidamaia                                               |
| Epopeus         | 15. Jahrh. v. Chr. | Poseidon und Kanake                                                 |
| Korinthos       | 14. Jahrh. v. Chr. | Marathon (Sohn des Epopeus)                                         |
| Polybos         | 14. Jahrh. v. Chr. | Hermes und Chthonophyle                                             |
| Kreon           | 14. Jahrh. v. Chr. | Menoikeus (Vater des Kreon)                                         |
| Medea und Iason | 14. Jahrh. v. Chr. | Aietes bzw. Aison (Mythologie) und Polymede (Tochter des Autolykos) |

## Sisyphiden
| Name                   | Herrschaft         | Sohn von                                                     |
| ---------------------- | ------------------ | ------------------------------------------------------------ |
| Sisyphos               | 14. Jahrh. v. Chr. | Aiolos (Stammvater)                                          |
| Glaukos                | 13. Jahrh. v. Chr. | Sisyphos und Merope (Tochter des Atlas)                      |
| Bellerophon            | 13. Jahrh. v. Chr. | Glaukos (Sohn des Sisyphos) und Eurynome (Tochter des Nisos) |
| Ornytion               | 13. Jahrh. v. Chr. | Sisyphos                                                     |
| Thoas                  | 12. Jahrh. v. Chr. | Ornytion                                                     |
| Damophon               | 12. Jahrh. v. Chr. | Thoas                                                        |
| Propodas               | 12. Jahrh. v. Chr. | Damophon                                                     |
| Doridas und Hyanthidas | 11. Jahrh. v. Chr. | Propodas                                                     |

## Herakliden
| Name                           | Herrschaft            | Sohn von                       |
| ------------------------------ | --------------------- | ------------------------------ |
| Aletes                         | 1074/3–1036/5 v. Chr. | Hippotes (Sohn des Phylas)     |
| Ixion                          | 1036/5–998/7 v. Chr.  | Aletes (Sohn des Hippotes)     |
| Agelas I.                      | 998/7–965/4 v. Chr.   | Ixion                          |
| Prymnis (auch Proumnis)        | 965/4–930/29 v. Chr.  | Agelas I.                      |
| Bakchis                        | 930/29–895/4 v. Chr.  | Prymnis                        |
| Agelas II.                     | 895/4–861/0 v. Chr.   | Bakchis                        |
| Eudaimos                       | 861/0–836/5 v. Chr.   | Agelas II.                     |
| Aristomedes (auch Aristodemos) | 836/5–801/0 v. Chr.   | Eudaimos                       |
| Agemon (auch Agamon)           | 801/0–785/4 v. Chr.   | Eudaimos                       |
| Alexander                      | 785/4–760/59 v. Chr.  | Agemon                         |
| Telestes                       | 760/59–751/0 v. Chr.  | Aristomedes                    |
| Automenes                      | 751/0–747/6 v. Chr.   | aus der Familie der Bakchiaden |
| Prytanen                       | 747/6–657/6 v. Chr.   | aus der Familie der Bakchiaden |

## Tyrannis
| Name                           | Herrschaft          | Sohn von                       |
| ------------------------------ | ------------------- | ------------------------------ |
| Kypselos                       | 657/6–627/6 v. Chr. | aus der Familie der Bakchiaden |
| Periander                      | 627/6–585/4 v. Chr. | Kypselos                       |
| Psammetich (auch Kypselos II.) | 585/4–582/1 v. Chr. | -                              |